# Slaget ved Contreras
Slaget ved Contreras, der også omtales som Slaget ved Padierna, fandt sted den 19. og 20. august 1847 som led i de afsluttende træfninger i den mexicansk-amerikanske krig. Kampene fortsatte den følgende dag i Slaget ved Churubusco. 

## Optakt
Under fremrykningen mod Mexico City fandt den amerikanske hær under generalmajor Winfield Scott vejen mod nord blokeret af en stærk mexicansk styrke ved "el peñon" (nær lufthavnen i vore dages Mexico City).  Scott gjorde holdt ved "peña pobre" sydvest for Mexico City og lod en styrke rykke vestpå fra Zacatepet-højden over lavamarken "pedregal" til byen 
San Jerónimo for at falde den mexicanske styrke i flanken ved "Rancho Padierna" langs Contreras. Den mexicanske præsident og øverstbefalende Antonio López de Santa Anna sendte nordhæren på ca. 5.000 mand under Gabriel Valencia af sted for at angribe den amerikanske flanke. Slaget ved Contreras eller Padierne blev indledt den 19. august 1847 og kulminerede ved daggry den 20. august i udkanten af Mexico City. 
Den mexicanske indsats var kendetegnet ved intern strid og forræderi, men tropperne kæmpede godt individuelt, og hvis slaget havde været bedre planlagt og styret, kunne det have haft stor betydning for den afsluttende fase af krigen. 

## Slaget
Amerikanerne angreb og slog general Valencia's nordhær på flugt ved Contreras. I angrebet deltog brigadegeneral Franklin Pierce, som førte en brigade af tropper fra den regulære hær. Under kampen blev Pierce alvorligt såret, da hans hest faldt ned over ham. De mexicanske styrker bestod af en del af resterne af den nordlige division under ledelse af general Gabriel Valencia, kavaleriet fra Guanajuato, styrkerne under general Frontera (som døde i slaget), guerillaen fra Reina samt forstærkningerne under general Perez fra Santa Annas hær. 

## Efter slaget
Efter flugten fra Valencia faldt den mexicanske hovedstyrke ved San Antonio tilbage til Churubusco.  Efter at de amerikanske styrker havde erobret San Antonio, forenedes de med styrkerne fra Contreras til det kommende angreb på Churubusco. 